# Milija Miletić
Milija Miletić, cyr. Милија Милетић (ur. 24 października 1968 w Plužinie) – serbski polityk, weterynarz i działacz samorządowy, przewodniczący Zjednoczonej Partii Chłopskiej.

## Życiorys
Przez kilkanaście lat pracował w weterynarii, zajmował się także działalnością związkową. W działalność polityczną zaangażował się w 2002, przystępując do Zjednoczonej Partii Chłopskiej, której został przewodniczącym. W 2004 objął stanowisko zastępcy burmistrza gminy Svrljig, w 2008 i w 2012 wybierany na burmistrza. Przed wyborami parlamentarnymi w 2014 w imieniu swojego ugrupowania podpisał porozumienie z Serbską Partią Postępową, otrzymując 97. miejsce na liście krajowej koalicji SNS, dzięki czemu uzyskał mandat posła do Zgromadzenia Narodowego. W 2016, 2020, 2022 i 2023 na liście wyborczej tworzonej wokół postępowców otrzymywał miejsca pozwalające zapewniać sobie poselską reelekcję.